# Steuergläubiger
Steuergläubiger (oder Steuerberechtigter, Steuerempfänger) ist in der Finanzwissenschaft und in der Steuerlehre eine mit Ertragshoheit ausgestattete Gebietskörperschaft. Pendant ist der Steuerschuldner.

## Allgemeines
Die Begriffe Steuerdestinatar, Steuerschuldner, Steuerträger, Steuerzahler oder Steuergläubiger stellen darauf ab, wer die Steuerpflicht erfüllen muss, wer die Steuerlast zu tragen hat und wem das Steueraufkommen zufließt. Das Steuerschuldverhältnis besteht aus zwei Rechtssubjekten, dem Steuergläubiger und dem Steuerschuldner, die beide eine Folge der Tatbestandsverwirklichung beim Steuerobjekt sind. Sie sind die Hauptbeteiligten des Steuerschuldverhältnisses. Steuergläubiger ist das öffentlich-rechtliche Gemeinwesen, dem die Steuer zusteht und das über das Steueraufkommen verfügen darf.

## Inhalt
Die Ertragshoheit über Steuern ergibt sich aus Art. 106 GG und Art. 107 GG. Steuergläubiger sind nach Art. 106 GG Bund, Länder, Gemeinden oder Kirchen.
Der staatliche Gesetzgeber erlässt Steuergesetze, die unter anderem die Steuerart nebst Steuerobjekt, die Steuerbemessungsgrundlage, den Steuerbescheid, den Steuertarif und die Zahlungspflicht festlegen. Daraus kann der Zahlungspflichtige erkennen, an welche Institution er die Steuer zu entrichten hat.

## Arten
In einem Zentralstaat obliegt die alleinige Steuer- und Ertragshoheit dem Staat oder einer von ihm betrauten Behörde, die für die Steuererhebung und das Inkasso der Steuern zuständig ist (meist das Finanzamt). In Föderalstaaten können sowohl der Staat als auch untergeordnete Gebietskörperschaften (NUTS-Ebenen) Steuer- oder Ertragshoheit ausüben. Dies ist beispielsweise in Deutschland der Fall, wo der Bund (Bundessteuern), die Länder (Ländersteuern) und Gemeinden (Gemeindesteuern, Kommunalabgaben) eine eigene Ertragshoheit besitzen. Steuergläubiger für alle Steuerarten sind somit der Bund, die Länder oder die Gemeinden. Die Finanzverwaltung mit ihren Finanzämtern ist lediglich mit der Steuerfestsetzung und dem Vollzug (Inkasso) der Steuern betraut.

## Rechtsfragen
Der Begriff des Steuergläubigers ist gesetzlich nicht definiert. Darunter wird diejenige Partei des Steuerschuldverhältnisses verstanden, die berechtigt ist, die Entrichtung einer Steuer (oder eines Teils davon) für sich zu verlangen, weil ihr das Steueraufkommen zusteht. Das Steuerschuldverhältnis ist ein gesetzliches Schuldverhältnis, das kraft Steuergesetzes zustande kommt. Dem Steuergläubiger steht dabei der Steueranspruch zu. Hiervon zu unterscheiden ist der Steuervergütungsgläubiger, dem nach § 43 Satz 1 AO nach einem Steuergesetz die Steuervergütung zusteht.

## Wirtschaftliche Aspekte
Dem Steuergläubiger fließen die Steuereinnahmen zu, die den wesentlichen Teil der gesamten Staatseinnahmen ausmachen. Für Wirtschaftssubjekte (Privathaushalte, Unternehmen und Staat) ist von Bedeutung, dass der Steuererstattungsanspruch aus einem Steuerschuldverhältnis eines Steuerschuldners stets gegen den Steuergläubiger oder umgekehrt gerichtet ist. Gläubiger der Forderung kann der Steuerpflichtige oder der Steuergläubiger sein. Diese Forderung gegen den Steuergläubiger kann an Kreditinstitute abgetreten oder verpfändet oder durch Dritte gepfändet werden (§ 37 Abs. 2 AO).
Primär hat jedes Steuersystem und damit auch eine etwaige „Gemeinsame Unternehmerische Bemessungsgrundlage“ (GUB) die Aufgabe, für die jeweiligen EU-Mitgliedstaaten als Steuergläubiger Einnahmen zu erzielen.
Der Steuergläubiger erhält als Zahlungsempfänger durch das Steuerinkasso Steuereinnahmen, die als Staatseinnahmen in seinen Staatshaushalt fließen (Fiskalzweck). Dort dienen sie der Finanzierung der Staatsausgaben, mit denen öffentliche Aufgaben wie die Daseinsvorsorge für das Gemeinwesen erfüllt werden. Die Absicht, dem Steuergläubiger Einnahmen zuzuführen, ist allerdings nicht der Gesetzeszweck der Steuergesetze im Sinne der teleologischen Auslegung, sondern nur das Motiv für die Schaffung von Steuergesetzen und ihre allgemeine finanzpolitische Aufgabe. Der Gesetzgeber als Steuergläubiger kann zudem eine Beeinflussung des Verhaltens der Steuerzahler (Lenkungsabgaben) oder eine Umverteilung von Einkommen oder Vermögen beabsichtigen.